# Østerbro
Østerbro es uno de los 10 distritos oficiales del municipio de Copenhague, Dinamarca. Está situado justo al norte del centro de la ciudad, frente a la antigua puerta de la ciudad, Østerport, que estaba ubicada cerca de la actual estación de Østerport, tras ser trasladada hacia 1700. Desde sus orígenes, Østerbro ha sido un barrio acomodado y sigue siendo una de las zonas más prósperas de Copenhague.

## Geografía
Tiene una superficie de 11,84 km² y 68 769 habitantes.Limita al oeste con Nørrebro, al norte con Hellerup y al este con el mar Báltico.

## Lugares de interés
- Instituto Meteorológico de Dinamarca
- Den Frie Udstilling
- Parques de atracciones
- Parken, el Estadio Nacional
- Rigshospitalet
- Trianglen (“El Triángulo”)
- Estación de Østerport
- Castillo
- Puerta norte de Frihavn
- La Sirenita

## En la cultura popular
- En la popular novela infantil Numerar las estrellas, Østerbrogade es una carretera por la que corren Annemarie y sus amigos, pero en la que les detiene un soldado nazi.